# Charles Lebourg de Monmorel
Pour les articles homonymes, voir Lebourg.
Charles Lebourg de Monmorel, né à Pont-Audemer le 6 mars 1654 et mort à Paris le 28 octobre 1719, est un prédicateur français.

## Biographie
Moraliste très en vogue au début du XVIIIe siècle, Lebourg de Montmorel avait embrassé, comme son frère, Lebourg des Alleurs, la carrière ecclésiastique. il écrivit notamment des homélies, des discours et étudia les évangiles.
Aumônier de la duchesse de Bourgogne, mère de Louis XV, il fut, en récompense de son talent pour la prédication, autant que par la protection de Madame de Maintenon, nommé abbé de Launoy, en Picardie, et de La Réau, après la mort de son frère.
À sa mort, il fut inhumé dans l’église de Sainte-Geneviève.

## Publications
- Traité de l’amitié, dédié à l'abbé d'Effiat
- Homélies sur la passion de Notre-Seigneur, 1701 ;
- Sur les Évangiles, 1706.
- Sur les Mystères et sur tous les Jours du Carême ; nouvelles éditions, 1701 et 1706, 5 vol. in-12.

## Sources
- Théodore-Éloi Lebreton, Biographie normande, t. 2, Rouen, Le Brument, 1861, p. 412.
- Noémi Noire-Oursel, Nouvelle Biographie normande, t. 2, Paris, Picard, 1886, p. 70.
- Alfred Canel, Histoire de la ville de Pont-Audemer, Pont-Audemer, Impr. administrative, 1885, 952 p. ; rééd. Brionne, G. Monfort, 1980.